# Mega Man (série de jeux vidéo)
Pour les articles homonymes, voir Mega Man (homonymie).
Mega Man est la première série de jeux vidéo de la franchise Mega Man, créée par Capcom en 1987 sur NES avec le jeu Mega Man.

## Trame
La série met en scène un robot, Mega Man, qui lutte contre le Dr Wily, un savant fou qui tente d'envahir et de dominer le monde avec des armées de super-robots appelés Robot Masters.
À l'origine, le Dr Wily était l'assistant du professeur Light, avec qui il développa huit robots ouvriers, dont Rock et Roll. Mais Wily avait d'autres projets en tête, et s'avisa de reprogrammer les robots afin d'accomplir son plan de conquête et de destruction. Rock, ayant résisté à la reprogrammation, aux côtés de sa sœur, et ayant un sens aigu de la justice, se porta volontaire pour être transformé en robot de combat afin de stopper Wily. Il devint alors Mega Man, reconnaissable à son armure bleue et à son Mega Buster (Rock Buster), canon plasma attaché à son bras.
Tout au long de la série, Mega Man doit encore et toujours affronter le persévérant Dr Wily, mais l'entrée en scène de nouveaux personnages et la forte détermination de Mega Man ne feront que corser l'aventure.

## Système de jeu
Le système de jeu de Mega Man est très simple à prendre en main.
Une touche pour tirer, une touche pour sauter et une croix directionnelle pour se diriger dans le décor, bref, un jeu d'action.
Il y a aussi une touche pour faire des petits sauts qui augmente la vitesse du personnage, une touche pour enchaîner rapidement les tirs de blasters, une touche pour choisir quel pouvoir prendre, et dans le premier jeu, une touche pour mettre la pause.
À partir de Mega Man 3, il est possible de faire une glissade, permettant de passer par des endroits étroits, et dans Mega Man 4, le personnage peut faire un tir chargé, dévastateur.
Depuis le premier Mega Man, il y a un élément indispensable pour faire un jeu avec Rock, les Robots Masters et leurs pouvoirs.
En effet, après avoir battu un Robot Master, il est possible de récupérer son pouvoir et de s'en servir.
Les pouvoirs sont sélectionnables via un menu répertoriant toutes les armes acquises au cours de l'aventure, après en avoir sélectionné une, une barre de couleur propre à l'arme apparaît à côté de la barre de vie de Rock, elle montre le nombre d'utilisation restantes de l'arme.

## Liste de jeux
| Série originale | Jeux dérivés |
| --- | --- |
| - Mega Man (1987), - Mega Man 2 (1988), - Mega Man 3 (1990), - Mega Man 4 (1991), - Mega Man 5 (1992), - Mega Man 6 (1993), - Mega Man 7 (1995), - Mega Man 8 (1996), - Mega Man 9 (2008), - Mega Man 10 (2010), - Mega Man 11 (2018), - Rockman Complete Works: Rockman (réédition du 1er au 6e épisode, 1999), - Mega Man Powered Up (remake du premier jeu, 2006), | Jeux portables - Mega Man: Dr. Wily's Revenge (1991), - Mega Man II (1991), - Mega Man III (1992), - Mega Man IV (1993), - Mega Man V (1994), - Mega Man (1995), - Rockman & Forte Mirai kara no Chōsensha (2000), PC - Mega Man (1988), - Mega Man 3 (1990), - Rockman's IQ Challenge (洛克人IQ旋風) sur PC (Windows) (logiciel éducatif, Asie, 1998) - Rockman Gold Empire (洛克人の黃金帝國) sur PC (Windows) (Taiwan, 1999) - Rockman Strategy / Rockman War (洛克人大戰) sur PC (Windows) (Asie, 2001) - Mega Man Unlimited (fangame, 2011), - Mega Man Maker (fangame, 2017), Jeux de combat - Mega Man: The Power Battle (1995), - Mega Man 2: The Power Fighters (1996), - Rockman Battle & Fighters (2000), - Rockman: Power Battle Fighters (2004), Divers - Wily & Right no RockBoard: That's Paradise (1993), - Mega Man Soccer (1994), - Mega Man Battle & Chase (1997), - Mega Man and Bass (1998), - Super Adventure Rockman (1998), - Mega Man Universe (annulé, 2011), - Street Fighter X Mega Man (2012), Jeux électroniques - Mega Man 2 (1990) - Mega Man 3 (1991) |
| Compilations | |
| - Mega Man: The Wily Wars (1994), - Rockman: Collection Special Box (2003), - Rockman: Power Battle Fighters (2004), - Mega Man: Anniversary Collection (2004), - Mega Man: Legacy Collection (2015), - Mega Man: Legacy Collection 2 (2017), | |